# جمعية الهلال الأحمر الماليزي

شعار جمعية الهلال الأحمر الماليزي.

جمعية الهلال الأحمر الماليزي (بالإنجليزية:Malaysian Red Crescent Society) هي منظمة إنسانية تطوعية تأسست عام 1948 تسعى لتعزيز القيم الإنسانية، وتوفير الخدمات والتعليم العام في إدارة الكوارث، والصحة والرعاية في المجتمع وتعتبر جزء من الحركة الدولية للصليب الأحمر والهلال الأحمر.

## روابط خارجية
- الموقع الرسمي